# Louis de Mailly (1696-1767)
Pour les articles homonymes, voir Demailly et Mailly.
Louis, comte de Mailly-Rubempré, marquis de Nesle (Versailles, paroisse Notre-Dame, 10 décembre 1696 - Paris, 7 septembre 1767), est un officier général français.

## Biographie
Fils de Louis, comte de Mailly et d'Anne Marie Françoise de Sainte Hermine, il est issu de la  Maison de Mailly. Il porte les titres de marquis de Nesle, marquis de Montcavrel, comte de Bohain, vicomte de Monchy-Lagache, baron d'Athies, Engoudsent, prince d'Orange...
Il suit la carrière des armes et devient successivement cornette de chevau-légers en 1723, sous-lieutenant aux gendarmes écossais en 1726 et capitaine-lieutenant de gendarmerie en 1733 par démission de son frère Louis-Alexandre de Mailly (1694-1748).
Il devient premier écuyer de la dauphine de France en 1744.
Il est promu lieutenant général des armées du roi en 1748.
En 1751, il est commandeur et commissaire des ordres de Saint-Michel et du Saint-Esprit.
Il est aussi gouverneur des villes et châteaux de Dieppe et Arques.
A la mort de son cousin germain, Louis III de Mailly Nesle, en 1764, sans descendance masculine, il recueille notamment le marquisat de Nesle, le marquisat de Montcavrel et le titre de prince d'Orange, en vertu des lettres de substitution perpétuelle accordées par le Roi Louis XIV à leur grand père Louis Charles de Mailly en décembre 1701.
Il meurt trois ans plus tard, le 7 septembre 1767, à Paris en son hôtel de la rue du Bac, et est inhumé dans le caveau familial de la collégiale de Nesle.

### Distinctions
- chevalier de l'ordre de Notre-Dame du Mont-Carmel (1721)
- chevalier de l'ordre royal et militaire de Saint-Louis (1721)
- chevalier de l'ordre du Saint-Esprit (25 mai 1749)

### Mariage et descendance
Il épouse le 29 octobre 1731 Anne-Françoise-Elisabeth Arbaleste de Melun (1er novembre 1707 - Paris, 19 janvier 1775), fille de Louis François Arbaleste, vicomte de Melun, seigneur de La Borde, et de Marie Moufle. Dont quatre enfants :
- Marie-Anne de Mailly-Rubempré (Châtillon La Borde, 17 septembre 1732 - 13 février 1817), mariée en 1750 avec Charles Georges René du Cambout, marquis de Coislin, maréchal des camps et armées du Roi (1728-1771). Sans descendance ;
- Thaïs de Mailly (5 janvier 1737 - Dôle, 22 avril 1819), mariée en 1753 avec Alexandre Marie Léonor de Saint Mauris, prince de Montbarrey, lieutenant général des Armées du Roi, secrétaire d'Etat à la guerre (1777-1780), grand d'Espagne de première classe, chevalier de l'ordre du Saint Esprit (1732-1796). Dont postérité ;
- Angélique de Mailly (15 juillet 1739 - 25 juillet 1823), mariée en 1758 avec Claude Antoine de Bésiade, marquis puis duc d'Avaray (1740-1829), maréchal de camp (1781), député de la noblesse de l'orléanais aux Etats-généraux de 1789, lieutenant-général (1814), pair de France (1817), chevalier des ordres du roi (1820). Dont postérité.
- Louis-Joseph de Mailly, marquis de Nesle, colonel des grenadiers de France, premier écuyer de madame la Dauphine, émigré, rentre en France en 1801 (1744 - Paris, 4 avril 1810), marié en 1765 avec Adélaïde Julie de Hautefort (1743-1783), fille d'Emmanuel Dieudonné de Hautefort, marquis de Hautefort, et de Françoise Claire d'Harcourt, sa seconde épouse. Dont uniquement une fille : Anne Adélaïde Julie de Mailly (1766 - 24 décembre 1789), mariée en 1788 avec Louis Marie d'Arenberg, duc d'Arenberg (1757-1795). Dont uniquement Amélie Louise d'Arenberg (1789-1823), mariée en 1807 avec Pie Auguste, duc en Bavière, dont postérité [4].

### Sources
- Abrégé historique des chevaliers et officiers commandeurs de l'Ordre du Saint Esprit depuis son institution jusqu'à la Révolution de 1789: suivi de la liste de personnes admises aux honneurs de la cour, Volume 2, 1873
- Anselme, Honore Caille Dufourny, Ange de Sainte-Rosalie, Simplicien, Pol Louis Potier de Courcy, Histoire de la Maison royale de France, Volume 9, Partie 2, 1879
- Notices d'autorité :   - VIAF
  - IdRef